# Henry Freulich
Henry Freulich (Nova York, 14 d'abril de 1906 - Los Angeles, 4 de desembre de 1985) va ser un director de fotografia estatunidenc que treballà activament durant 31 anys. Estava casat amb l'actriu Kay Harris.
Fill del fotògraf Jacob "Jack" Freulich va començar la seva carrera com a càmera amb The Hunchback of Notre Dame de Lon Chaney el 1922.
Mentre estava a Columbia Pictures el 1934, va ser director de fotografia de Va succeir una nit amb Clark Gable i Claudette Colbert. Va treballar en més d'un centenar de pel·lícules dels Three Stooges. El 1963, va rodar un disc (que va compartir amb Harry Neumann) d'11 pel·lícules. Va treballar a la televisió més tard en la seva carrera. que va durar fins al 1969.
Freulich va morir a Los Angeles, el 4 de desembre de 1985.

## Filmografia parcial
- Men of the Night (1934)
- Behind the Evidence (1935)
- One Way Ticket (1935)
- The Lone Wolf Returns (1935)
- Unknown Woman (1935)
- Meet Nero Wolfe (1936)
- Shakedown (1936)
- It's All Yours (1937)
- Murder in Greenwich Village (1937)
- I Am the Law (1938)
- Good Girls Go to Paris (1939)
- Blondie Takes a Vacation (1939)
- The Lone Wolf Strikes (1940)
- Tillie the Toiler (1941)
- Meet the Stewarts (1942)
- Stand By All Networks (1942)
- The Son of Rusty (1947)
- Sport of Kings (1947)
- Mr. District Attorney (1947)
- Thunderhoof (1948)
- Law of the Barbary Coast (1949)
- Kazan (1949)
- Not Wanted (1949)
- Rusty Saves a Life (1949)
- Prison Warden (1949)
- The Iroquois Trail (1950)
- Corky of Gasoline Alley (1951)
- Bonanza Town (1951)
- The Miami Story (1954)
- New Orleans Uncensored (1955)
- Chicago Syndicate (1955)
- It Came from Beneath the Sea (1955)
- Inside Detroit (1956)
- Reprisal! (1956)
- The Houston Story (1956)
- Return to Warbow (1958)